# River Roding
River Roding är ett vattendrag i Storbritannien.   Det ligger i riksdelen England, i den sydöstra delen av landet, 17 km öster om huvudstaden London.